# 尋血獵犬號

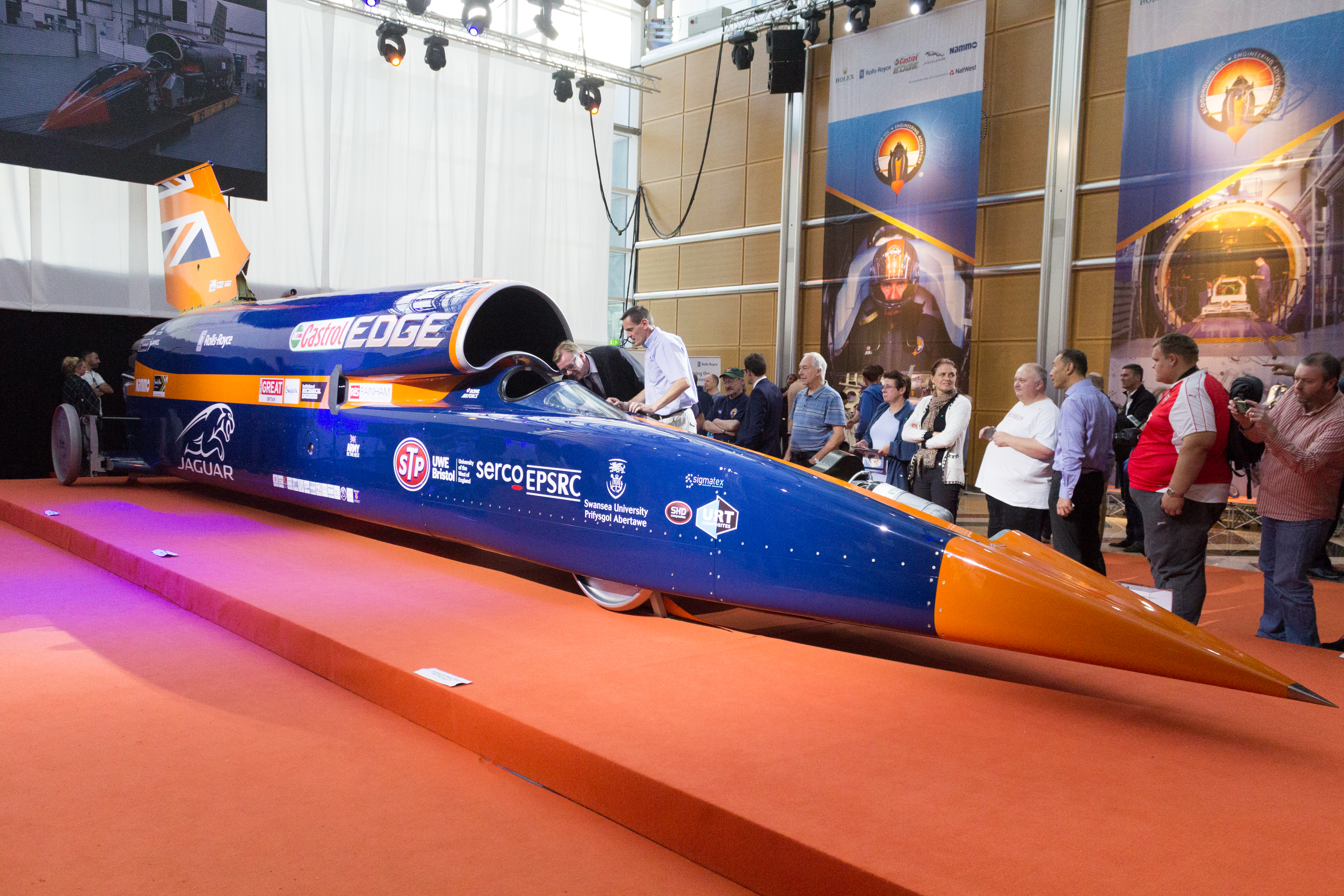
尋血獵犬號

尋血獵犬號（Bloodhound SSC）是英國超音速陸地車輛。它預計超過 1,000英里每小時（1,609每小時），實現新的世界陸地速度記錄。
據報導，2016年7月，安迪·格林將駕駛Bloodhound試圖打破自己的世界陸地速度記錄。2018年5月，該團隊宣布計劃在2019年實現500英里/小時的速度，並在2020年實現1000英里/小時的速度。

## 建造
2018年10月，該車的主要結構已經建成，以及它預計運行的道路也已經完成。

### 項目所有權
2018年10月一度停止，當時宣布支持該項目的公司Bloodhound Program Ltd.已進入管理階段，並且留下2500萬英鎊的資金缺口，這使得該企業及這項計畫的未來受到質疑。
這個項目在2018年12月被稱為「削減」，計劃歸還或出售資產，但在同一個月，約克郡的企業家伊恩·沃赫赫斯特通過購買公司獲得了一筆未公開的金額來讓該計畫持續進行。

## 設計

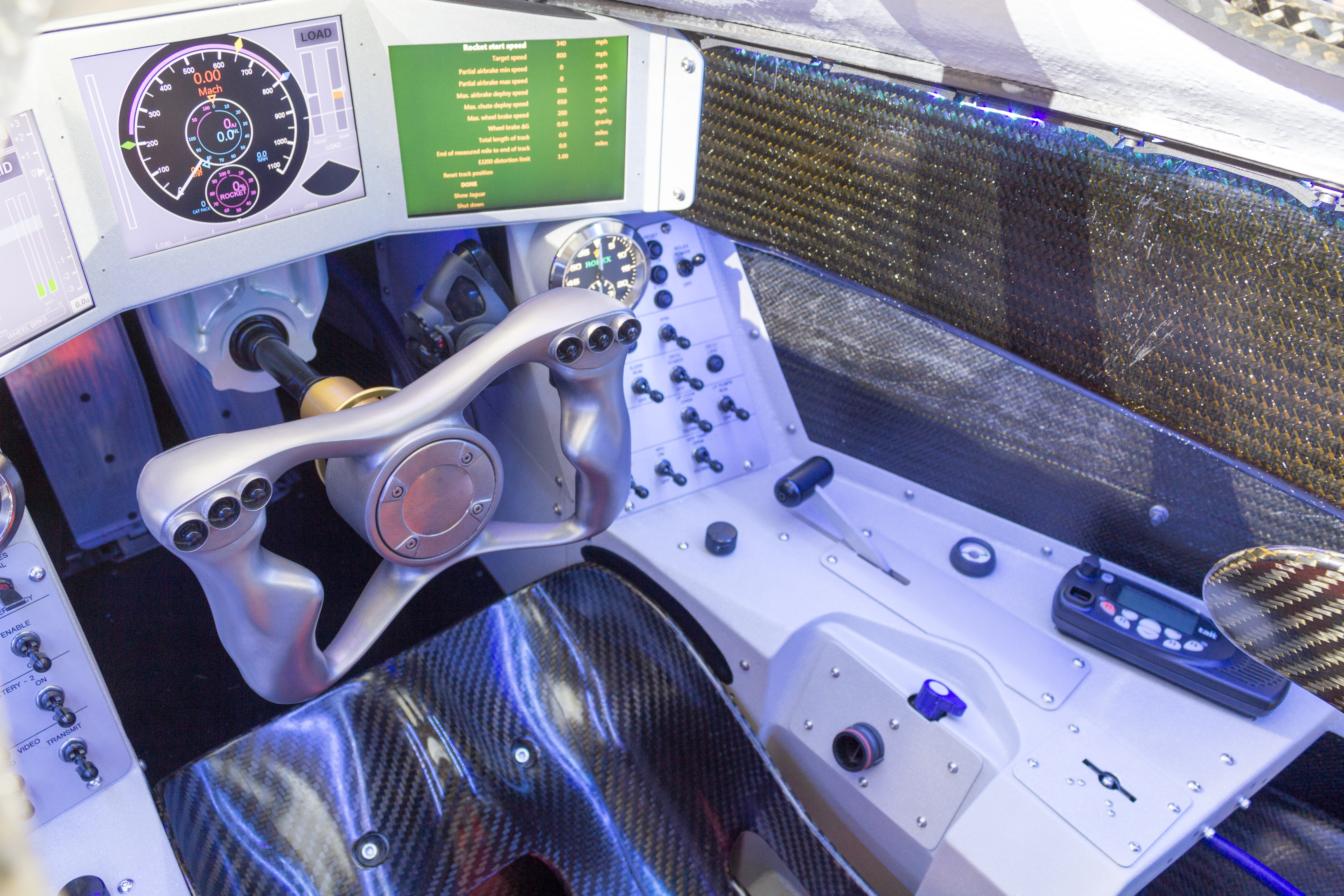
方向盤

## 教育
Bloodhound項目有一個教育部分，旨在通過展示這些科目並與年輕人和學生互動，激勵後人從事科學，技術，工程和數學（STEM）的職業。

## 外部連結
- 官方网站
- Andy Green's Bloodhound SSC diary for the BBC （页面存档备份，存于）
- Bloodhound SSC at Swansea University
- Bloodhound SSC at the AoC (Association of Colleges) 2010 Annual Conference
- Amos, Jonathan. . BBC News - Science & Environment (BBC). 22 October 2008  [24 October 2008]. （原始内容存档于2020-11-09）.
- Semple, Ian. . The Guardian (Guardian Newspapers). 23 October 2008  [23 October 2008]. （原始内容存档于2020-11-09）.
- Piper, John. . The Guardian (Guardian Newspapers). 20 March 2009  [20 March 2009]. （原始内容存档于2020-11-09）.